# 1537
1537 (MDXXXVII) a fost un an comun al calendarului iulian, care a început într-o zi de luni.

## Nașteri
- Hideyoshi Toyotomi, domnitor feudal japonez (d. 1598)

## Decese
- 6 ianuarie: Alessandro de' Medici, Duce al Florenței, 26 ani (n. 1510)
- 25 martie: Charles, Duce de Vendôme (n. Charles de Bourbon), 47 ani, bunicul regelui Henric al IV-lea al Franței (n. 1489)
- 7 iulie: Magdalena de Valois, 16 ani, regină consort a Scoției (n. 1520)
- 24 octombrie: Jane Seymour, 28/29 ani, a treia soție a regelui Henric al VIII-lea al Angliei (n. 1508/1509)